# Klorrent
Klorrent är ett varumärke för rengöringsmedel som består av en färglös lösning av natriumhypoklorit (NaClO) och natriumhydroxid (NaOH) i vatten. På grund av dessa ingredienser har Klorrent ett pH på ca 12,5 och frigör klor. Klorrent används för rengöring, blekning och desinfektion. Klorrent marknadsförs av Nilfisk.